# Acanthoecia
Acanthoecia é um gênero de mariposa pertencente à família Acrolophidae.